# Skrzaty
Skrzaty (niem. Schradtheide) – osada leśna w Polsce położona w województwie zachodniopomorskim, w powiecie choszczeńskim, w gminie Drawno. W latach 1975–1998 miejscowość administracyjnie należała do województwa gorzowskiego. Leśniczówka wchodzi w skład sołectwa Chomętowo.

## Geografia
Leśniczówka leży ok. 3,5 km na północ od Chomętowa, ok. 100 m na południe od drogi wojewódzkiej nr 175.